# Ћамил Сијарић
Ћамил Сијарић (Шиповице, 18. децембар 1913 — Сарајево, 6. децембар 1989) био је црногорски и босанскохерцеговачки књижевник.

## Биографија
Основну школу је завршио у Годијеву код Бијелог Поља, а потом од 1927. до 1935. године похађао Велику медресу краља Александра у Скопљу из које је истјеран због политичких активности. Школовање је наставио у Врању и у тамошњој гимназији матурирао 1936. године, након чега је прешао на студије права у Београду. Дипломирао је 1940. године, а за вријеме Другог свјетског рата службовао је у Сарајеву, Мостару, Босанској Градишци и Бањој Луци. За секретара Суда народне части у Бањалуци изабран је 1945. године, потом је био новинар листа „Глас“ и драматург Народног позоришта у Бањалуци. У Сарајево је прешао 1947. године, радио у редакцији листа „Преглед“. Након тога је био у главном одбору Народног фронта и редакцији „Задругар“. У литерарну секцију Радио Сарајева је прешао 1951. године и ту је остао све до одласка у пензију 1983. године.
Умро је 6. децембра 1989. године.

## Дјела
- «Рам буља», 1953. приповијетке,
- «Наша снаха и ми момци», приповијетке,
- «Бихорци», роман, Сарајево, 1956,
- «Кућу кућом чине ластавице», 1962, приповијетке,
- «Сабља», 1969. приповијетке,
- «Путници на путу», 1969, приповијетке,
- «Кад дјевојка спава», 1972, приповијетке,
- «Рашка земља Расција», 1979, роман,
- «Француски памук», 1980,
- «Приче код воде», 1982,
- «Ослобођени Јасеновац», 1983,
- «Римски прстен», 1985,
- «Мирис лишћа орахова», 1991,
- «Конак», роман,
- «Мојковачка битка», роман,
- «Царска војска», роман,
- «Зелен прстен на води», приповијетке,
- «Запис о градовима»...
- Лирика, поезија, Београд, БИГЗ, 1988

## Признања
Књижевно дело Ћамила Сијарића постало је синоним Санџака. У његову част је 2006. године Бошњачко национално вијеће установило награду „Перо Ћамила Сијарића”, највећа национална награда санџачких Бошњака у области књижевности. Награда се свечано уручује 20 новембра, поводом Дана Санџака, у оквиру манифестације Санџачки књижевни сусрети.